# SUPER MARIO BROS. 35
『SUPER MARIO BROS. 35』（スーパーマリオブラザーズ さんじゅうご）は、アリカが開発し、任天堂が2020年10月1日から2021年3月31日の期間限定でNintendo SwitchのNintendo Switch Online加入者向けソフトとして配信していたオンライン専用ゲームソフト。『スーパーマリオブラザーズ』の発売35周年を記念して制作されたキャンペーンソフトである。
35周年キャンペーン終了後はそのまま配信・サービスが終了しており、ゲームプレイはできないがステータスの確認のみ可能。
本作は、過去にアリカが開発し、任天堂が発売した『テトリス99』のシステムを応用する形で生み出された。ソフト内のスーパーマリオブラザーズは、エミュレーションを使用せずに再構築されている。

## ゲーム内容
本作は35人で同時に「スーパーマリオブラザーズ」をプレイするバトルロイヤルゲームである。操作や登場キャラクターなど、基本的なゲーム内容はオリジナル版に準じている。敵や障害物を避けたり、穴に落ちないように注意しながらミス無くプレーを続け、最後まで生き残ることがゲームの目的となる。
ステージ
35人バトルでは最初にプレイヤーが希望するステージを選択し、マッチングしたユーザー全員の希望を元にゲーム中のステージがランダムで構成される。スペシャルバトルでは、予め運営が設定した特定のステージでバトルを行う。
タイム
制限時間は基本モードの「35人バトル」では35秒から始まる。本作はスコアの概念が無いことから、原作でスコアを得られる動作の多くがタイムの増加に置き換えられており、敵を倒す、アイテムを取る、ステージをクリアする、他のプレイヤーをKOするなどによって持ち時間が増え、最大400秒まで増やすことができる。ゲーム開始から約10分が経つと表示が赤くなり、時間減少のスピードが早くなってゆく。加えて30秒程度同じ画面内で立ち止まった場合も「!」マークが表示され、一時的に時間減少のスピードが早くなる（この場合はある程度進むと、元に戻る）。タイムが0になると、そのプレイヤーは脱落となる。
自分が倒した敵は、バトル中の他のプレイヤーにリアルタイムで送り込める 。送られた敵はグレーがかったオブジェクトになっており、スクロールをすすめると出現する。どの敵が送り込まれてきているのかは、エリア内に元々配置されている敵と同時にゲーム画面で確認することが可能。ターゲットは任意で指定するか、「ピンチねらい」「コインねらい」「カウンター」「ランダム」のいずれかの作戦で指定の方法を選択することができる。
アイテムルーレット
獲得コインが20枚に達すると、任意のタイミングでアイテムルーレットが使えるようになる。1回につき、コインを20枚消費する。出目はスーパーキノコ、ファイアフラワー、スーパースター、POWブロックの4種類。アイテムの効果はその場で発生し、スーパースターだと一定時間無敵状態になり、POWブロックは画面内のすべての敵を一掃することができる。
勝敗の決定
穴への落下やチビマリオの状態での敵との接触、制限時間が0になることでミスとなるのはオリジナルと同様。ただし残機の概念は無く、1度でもミスをするとゲームオーバー（脱落）となる。ゲームオーバーになった瞬間に順位が決定し、順位が良いほどボーナスとして多くのコインを獲得できる。前述の通り、最後の1人まで残ったプレイヤーが優勝となる。このコインは一定以上ためると、『35人バトル』で次回のバトル前に任意のアイテムと交換してバトルに持ち込むことができる。

### その他
- オリジナル版で存在した裏技・バグは多くが修正された状態でゲームが構築されている。ただし、スーパーキノコやファイアフラワーを取得した後の空中ジャンプなど、あえてできるようにプログラミングされているものもある。
- 本作はスムーズにゲームを進行するため、原作のステージクリア時などの演出が一部カットされている。
- 残機の概念が無いことから、1UPキノコを取るとライフアップの代わりにコインが20枚加算される。
- 残り人数が5人以下になると原作での残り時間が100秒を切った際のアラームが流れ、BGMのテンポが速くなる。
- 本作はマリオのパワーアップ及びパワーダウンの工程が原作ではなく、後作の『スーパーマリオワールド』などに準じた仕様に変更され、原作に比べて緩和されている[注 10]。
- 4-4などルートが分岐しているステージは『スーパーマリオコレクション』版に準じて、間違いのルートを辿った場合はブザーが鳴る（正解の場合は何も鳴らない）。
- 1-2と4-2（地上に出る方）に存在するワープゾーンは、2つ先、3つ先、4つ先の3つの中から任意のステージに行くことが出来る仕様に変更されている[注 11][注 12]。ワープゾーンを使用した場合も、そのコースはクリア扱いとなる。練習モードでは全て同じステージ表記で、入った時点でクリアとなる。
- 敵を踏んだ後に高くジャンプできたり、水中エリアで一部の敵が踏んで倒せるようになっている[6]など、後のマリオシリーズで導入された要素がいくつか取り入れられている。

### ゲームモード
インターネットを利用するモード。35人集まりきらなかったりゲーム開始前にマッチングした誰かが抜けた場合は、34人以下での対戦となる。
35人バトル
インターネットを利用して最大35人で対戦を行う、基本となるモード。
スペシャルバトル
日本の時間で、原則毎週金曜日の16時から翌週月曜日の16時までの限定で開催される（行われていない期間は、選択不可）。基本的なルールは35人バトルと同じだが、「最初からコインを100枚所持」・「『スーパーマリオブラザーズ』と全く同じステージ構成」・「各ワールドのステージ3のみで構成」など、期間ごとに運営が設定した特定の条件・ステージで対戦する。
コースれんしゅう
コースを1人でプレイする練習モード。他プレーヤーからの攻撃が一切存在せず、制限時間も存在しない。クリアすれば獲得したコインが手に入る。

## ステータス画面
ステータス画面には、「プレイ記録」、「たおした敵リスト」、「最近の結果」の3つが見られる。
プレイ記録
トータルゲームプレイ時間や、スーパーキノコを使った数などの統計を見ることができる。
たおした敵リスト
倒した敵の統計を棒グラフで見ることができる。1000体を超えるとグラフが赤くなる。
最近の結果
過去10試合の順位とKO数を見ることができる。また、画面下側には平均順位も見ることができる。Xボタンを押すことで、KO数の結果に切り替わる。

## コインランキング
バトルで1回優勝することで解放される。それぞれ取ったコインに応じて、E,D,C,B,A,Sのランクが付けられる。

## 評価
IGNの渡邉卓也は、従来のマリオ作品にも対戦要素はあったが、不毛な展開になりやすかったとし、本作はその課題を上手に解決したと評価している。
4Gamer.netのJunpocoは、残り人数がわずかとなった終盤ではミスをしないことが重要となりバトロワ要素が弱まるとしつつも、ミスできない緊張感はなかなかのものだとしている。